# Купрей
Купрей, сірий бик, дикий бик Камбоджі (Bos sauveli) — вид парнокопитних ссавців родини бикових (Bovidae).

## Поширення
Відкритий і описаний у 30-і рр. 20 ст. Мешкає в розріджених лісах на півночі та сході Камбоджі, півдні Лаосу, південному сході Таїланду та заході В'єтнаму. Чисельність дуже невелика (ймовірно, близько 500 особин).

## Опис
Довжина тіла самців до 235 см, висота 170—190 см. Хвіст завдовжки близько 100 см, з кистю на кінці. Купрей має довгі ліроподібні роги та високі стрункі ноги. Шерсть у нього оксамитна, чорна, а ноги від колін і до копит білі. І хоча цього бика називають сірим, та сірі лише корови і молоді бички. Живуть ці бики в негустих лісах по схилах гір.

## Походження
Серед науковців ще й досі немає єдиної думки щодо походження купрея: чи він дійсно дикий бик, чи може, здичавілий. Адже сотні років тому, коли в цих місцях процвітала кхмерська культура, ці бики були домашньою худобою у кхмерів. Висловлюється думка, що купрей — це південноазійська раса турів.